# Australoconops picus
Australoconops picus är en tvåvingeart som först beskrevs av Macquart 1851.  Australoconops picus ingår i släktet Australoconops och familjen stekelflugor. Inga underarter finns listade i Catalogue of Life.